# Run-D.M.C. (음반)
| 전문가 평가                   | 전문가 평가 |
| 평가 점수                     | 평가 점수   |
| 출처                          | 점수        |
| ----------------------------- | ----------- |
| AllMusic                      | [ 1 ]       |
| Chicago Tribune               | [ 2 ]       |
| Pitchfork                     | 8.1/10      |
| Record Collector              | [ 4 ]       |
| Rolling Stone                 | [ 5 ]       |
| The Rolling Stone Album Guide | [ 6 ]       |
| The Source                    | [ 7 ]       |
| Spin Alternative Record Guide | 9/10        |
| Uncut                         | [ 9 ]       |
| The Village Voice             | A−          |

《Run-D.M.C.》는 미국의 힙합 그룹 Run-D.M.C.의 데뷔 스튜디오 음반으로, 1984년 3월 27일, 프로파일 레코드를 통해 발매되었으며, 이후 아리스타 레코드를 통해 재발매되었다. 이 음반은 주로 러셀 시몬스와 래리 스미스가 프로듀싱을 맡았다.
이 음반은 당시로서는 획기적인 작품으로 여겨졌으며, 보다 강경하고 하드코어한 형태의 랩을 선보였다. 음반의 절제된 비트와 공격적인 라임은 당시 유행하던 가볍고 파티 지향적인 힙합 사운드와는 뚜렷한 대조를 이루었다. 이 음반을 통해 Run-D.M.C.는 1980년대 중반 뉴 스쿨 힙합의 흐름을 개척한 주역으로 음악 비평가들 사이에서 평가받게 되었다. 이 음반에서는 〈It's Like That〉, 〈Hard Times〉, 〈Rock Box〉, 〈30 Days〉, 〈Hollis Crew〉 등 총 다섯 곡의 싱글이 발매되었다. 이 중 첫 번째 싱글인 〈It's Like That〉은 1983년 8월 10일에 발매되었으며, 실업과 인플레이션 등 사회적 문제에 대한 항의의 메시지를 담아 랩의 서사적 범위를 확장시켰다. 이 곡은 최초의 하드코어 힙합 곡이자, 최초의 뉴 스쿨 힙합 녹음물로 간주되기도 한다. 또한 〈Sucker M.C.'s〉는 힙합 역사상 초기의 디스 트랙 가운데 하나로 평가되며, 〈Rock Box〉는 랩 록 장르의 시초로 여겨진다.
《Run-D.M.C.》는 빌보드 200 차트에서 최고 53위, 톱 R&B/힙합 음반 차트에서 최고 14위를 기록하였다. 이 음반은 1984년 12월 17일, 미국 음반 산업 협회(RIAA)로부터 골드 인증을 받은 최초의 랩 음반이 되었다. 발매 당시 비평가들로부터 찬사를 받았으며, 오늘날까지도 힙합의 기념비적인 작품으로 높이 평가받고 있다. 1989년에는 《롤링 스톤》이 선정한 "1980년대 최고의 음반 100위"에서 51위에 올랐다. 2003년에는 같은 매체의 "역사상 가장 위대한 음반 500장"에서 240위에 올랐으며, 이후 2012년 개정판에서는 242위, 2020년 개정판에서는 378위로 조정되었다. 이 음반은 1999년과 2003년에 아리스타 레코드를 통해 재발매되었으며, 2005년에는 리마스터 및 확장판이 출시되어 미공개 곡 4곡이 추가 수록되었다.

## 배경
이 음반의 음악은 래리 스미스의 그룹 오렌지 크러시가 오버하임 DMX 드럼 머신을 사용해 제작하였으며, 여기에 잼 마스터 제이의 스크래치와 기타 리프가 혼합되어 구성되었다.
이 음반은 브롱크스의 클럽 디스코 피버에서 DJ로 활동하면서 동시에 마약을 판매하던 DJ 준 버그를 추모하며 헌정되었다.

## 곡 목록
| #  | 제목                               | 작사·작곡                                                 | 재생 시간 |
| -- | ---------------------------------- | --------------------------------------------------------- | --------- |
| 1. | 〈Hard Times〉                     | 지미 브라로워, JB 무어, 러셀 시몬스, 래리 스미스, 윌 워링 | 3:52      |
| 2. | 〈Rock Box〉                       | 대릴 맥대니얼스, 조지프 시몬스, 스미스                    | 5:30      |
| 3. | 〈Jam-Master Jay〉                 | 맥대니얼스, 제이슨 미젤, J. 시몬스                        | 3:11      |
| 4. | 〈Hollis Crew (Krush-Groove 2)〉   | 맥대니얼스, 미젤, J. 시몬스, R. 시몬스                    | 3:12      |
| 5. | 〈Sucker M.C.'s (Krush-Groove 1)〉 | 너새니얼 S. 하디 주니어, 맥대니얼스, J. 시몬스, 스미스    | 3:09      |

| #  | 제목               | 작사·작곡                                   | 재생 시간 |
| -- | ------------------ | ------------------------------------------- | --------- |
| 6. | 〈It's Like That〉 | 맥대니얼스, J. 시몬스, 스미스               | 4:50      |
| 7. | 〈Wake Up〉        | J. 시몬스, 스미스, R. 시몬스, 대니얼 헤이든 | 5:31      |
| 8. | 〈30 Days〉        | 대니얼 시몬스, 스미스, 무어                 | 5:47      |
| 9. | 〈Jay's Game〉     | J. 시몬스, 스미스, 미젤, R. 시몬스          | 4:25      |

## 인증
| 국가                       | 인증 | 판매량/출하량 |
| -------------------------- | ---- | ------------- |
| 미국 (RIAA)                | 골드 | 500,000^      |
| ^출하량을 기반으로 한 인증 |      |               |